# Delaney & Bonnie

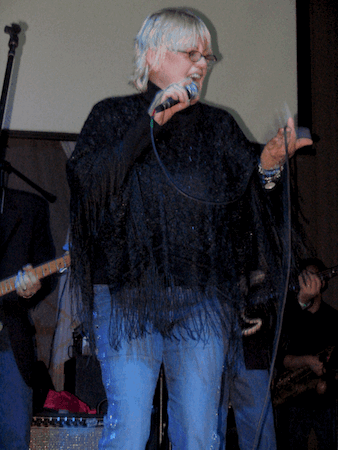
Bonnie Bramlett (2008)

Delaney & Bonnie Bramlett war ein US-amerikanisches Rockmusiker-Ehepaar. Seit ihrer Heirat 1967 bis zu ihrer Scheidung 1972 waren sie mit wechselnden Begleitmusikern als Delaney & Bonnie (and Friends) unterwegs.

## Bandgeschichte
Bonnie Lynn O’Farrell (geboren am 8. November 1944) lernte 1967 ihren späteren Ehemann Delaney Bramlett (geboren am 1. Juli 1939) während eines Konzerts seiner Band, den Shindogs, kennen. Sie heirateten innerhalb einer Woche und unterzeichneten bald einen Plattenvertrag bei Stax Records. Unter dem Namen Delaney & Bonnie gehörten sie dort zu den ersten weißen Künstlern unter den sonst überwiegend afro-amerikanischen Rhythm-and-Blues-Musikern.
1969 waren sie mit Blind Faith auf Tour in den USA, danach spielte Eric Clapton mit Delaney & Bonnie in Europa. Da oft auch andere, häufig wechselnde, Musiker wie Duane Allman, George Harrison und Dave Mason die Band begleiteten, hieß sie bald Delaney & Bonnie and Friends. In den US-amerikanischen Charts konnten sich nur zwei Songs der Band platzieren: Never-Ending Song of Love und Only You Know and I Know, ein Cover des gleichnamigen Titels von Dave Mason.
Eric Clapton und drei Musiker von Delaney & Bonnie bildeten 1970 die Band Derek and the Dominos.
Nach ihrer Trennung 1972 konzentrierte sich Bonnie Bramlett verstärkt auf ihre Solokarriere und nannte sich zeitweise Bonnie Sheridan. Unter diesem Namen war sie auch im Film The Doors zu sehen.
Delaney und Bonnie Bramlett haben eine gemeinsame Tochter, Bekka (* 19. April 1968), die u. a. von 1993 bis 1995 Stevie Nicks bei Fleetwood Mac ersetzte.
Delaney Bramlett verstarb am 27. Dezember 2008 im Alter von 69 Jahren in Los Angeles an den Folgen einer Gallenoperation.

## Diskografie

### Alben
| Jahr | Titel                     | Höchstplatzierung, Gesamtwochen, AuszeichnungChartplatzierungen (Jahr, Titel, Platzierungen, Wochen, Auszeichnungen, Anmerkungen) | Höchstplatzierung, Gesamtwochen, AuszeichnungChartplatzierungen (Jahr, Titel, Platzierungen, Wochen, Auszeichnungen, Anmerkungen) | Anmerkungen                      |
| Jahr | Titel                     | UK | US | Anmerkungen                      |
| ---- | ------------------------- | --- | --- | -------------------------------- |
| 1969 | Accept No Substitute      | — | US175 (3 Wo.)US | Elektra                          |
| 1970 | On Tour with Eric Clapton | UK39 (3 Wo.)UK | US29 (16 Wo.)US | Atco                             |
| 1970 | To Bonnie from Delaney    | — | US58 (10 Wo.)US | Atco                             |
| 1971 | Motel Shot                | — | US65 (23 Wo.)US | Atco                             |
| 1972 | D&B Together              | — | US133 (6 Wo.)US | CBS, Neuauflage von Country Life |

Weitere Alben
- 1969: Home (Stax)
- 1971: Genesis (GNP)
- 1972: Country Life (Atco)
- 1973: Catch My Soul
- 1973: The Best of Delaney & Bonnie
- 2001: Original Delaney & Bonnie and Friends
- 2017: On Tour (mit Eric Clapton)

### Singles
| Jahr | Titel Album                           | Höchstplatzierung, Gesamtwochen, AuszeichnungChartplatzierungen (Jahr, Titel, Album, Platzierungen, Wochen, Auszeichnungen, Anmerkungen) | Höchstplatzierung, Gesamtwochen, AuszeichnungChartplatzierungen (Jahr, Titel, Album, Platzierungen, Wochen, Auszeichnungen, Anmerkungen) | Anmerkungen                  |
| Jahr | Titel Album                           | UK | US | Anmerkungen                  |
| ---- | ------------------------------------- | --- | --- | ---------------------------- |
| 1969 | Comin’ Home –                         | UK16 (9 Wo.)UK | US84 (3 Wo.)US | & Friends feat. Eric Clapton |
| 1970 | Soul Shake –                          | — | US43 (8 Wo.)US |                              |
| 1970 | Free the People –                     | — | US75 (4 Wo.)US |                              |
| 1971 | Never Ending Song of Love –           | — | US13 (10 Wo.)US |                              |
| 1971 | Only You Know and I Know Country Life | — | US20 (7 Wo.)US |                              |
| 1972 | Move ’Em Out Country Life             | — | US59 (5 Wo.)US |                              |
| 1972 | Where There’s a Will There’s a Way –  | — | US99 (2 Wo.)US |                              |

Weitere Singles
- 1969: It’s Been a Long Time Coming
- 1969: Hard to Say Goodbye
- 1969: When The Battle Is Over
- 1970: They Call it Rock & Roll Music